# 마샤 밴다이크

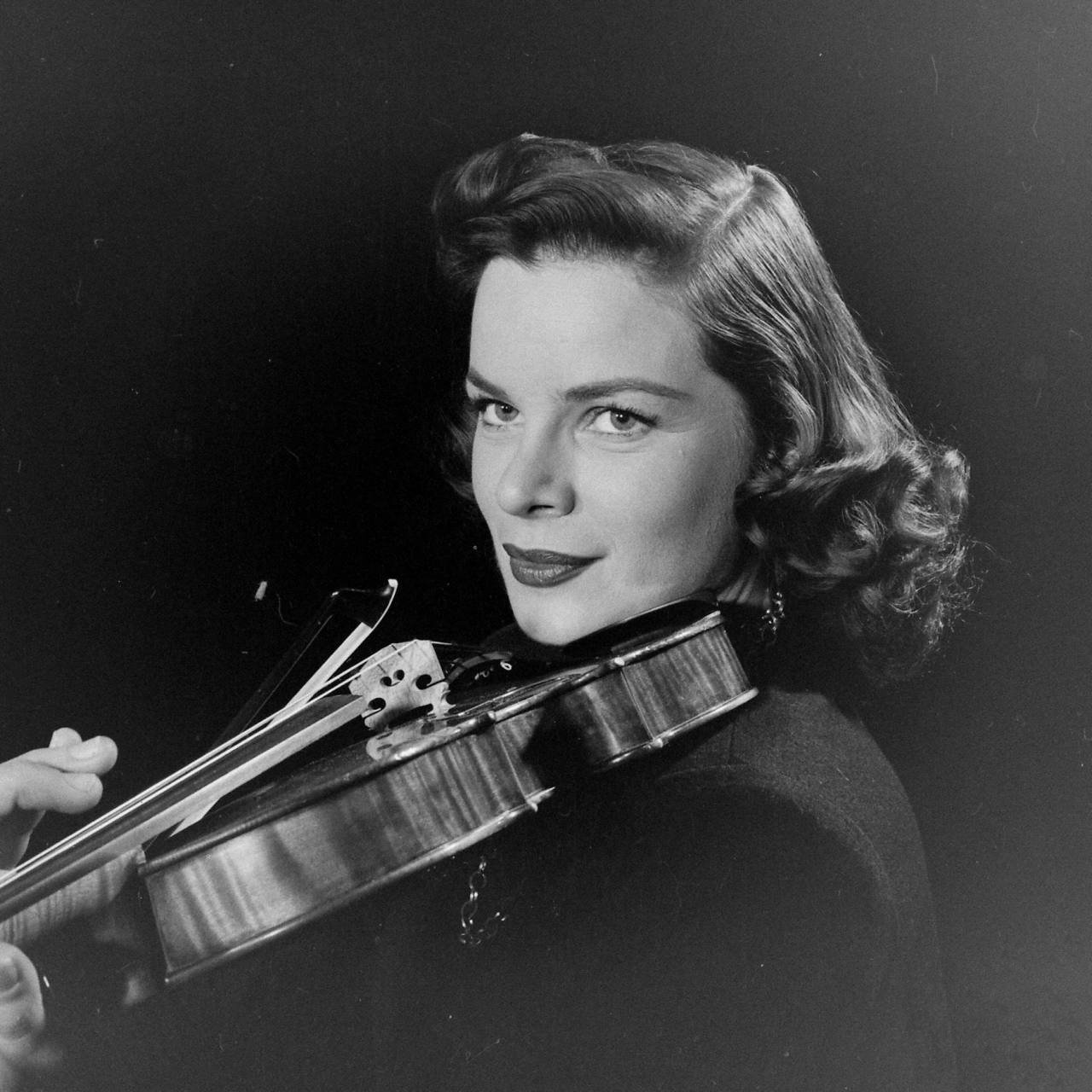

마샤 밴다이크(영어: Marcia Van Dyke, 1924년 3월 26일 ~ 2002년 7월 11일)는 미국의 바이올리니스트 겸 배우이다.
오리건주 그랜츠패스에서 태어났으며 애슐랜드에서 사망하였다.

## 영화
- 즐거운 여름 (1949년)
- 주디와 데이트 (1948년)